# Le Baptême de Constantin
Le Baptême de Constantin est une fresque de l'école de Raphaël, datable de  1520-1524, située dans la Salle de Constantin, l'une des quatre Chambres de Raphaël au Vatican.

## Histoire

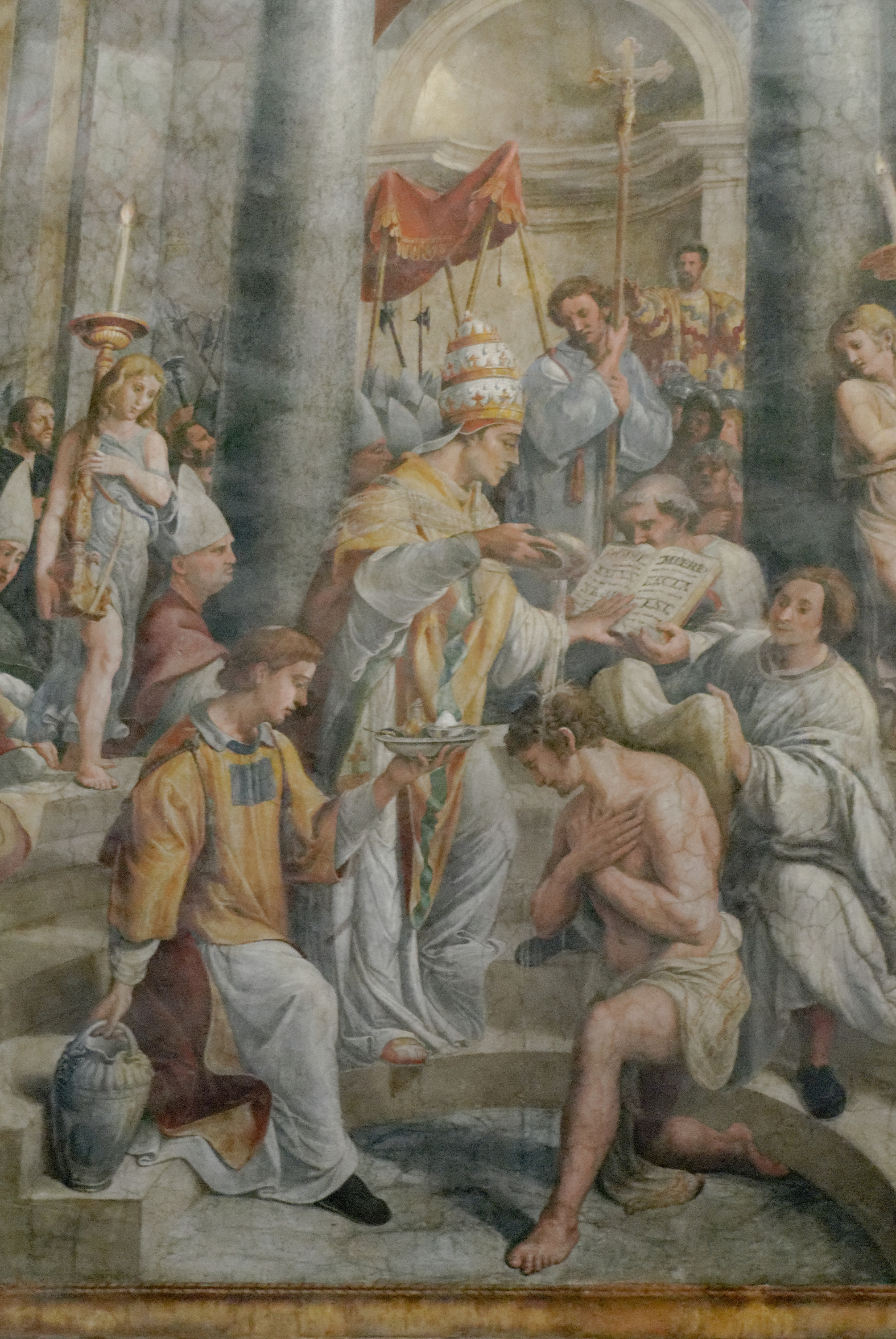
Détail.

La décoration de la Salle de Constantin, la dernière des Chambres de Raphaël, est commandée par Léon X en 1517. Raphaël, chargé de mille engagements, a juste eu le temps de réaliser les dessins préparatoires et d'entamer une sorte de frise pour le premier mur, avant de mourir subitement le 6 avril 1520. Le travail est ensuite poursuivi par ses élèves, parmi lesquels se distinguent surtout Jules Romain et Giovan Francesco Penni.
En 1524, à l'époque de Clément VII, la décoration doit déjà être terminée, lorsque Jules Romain part pour Mantoue. Développant les thèmes de la Chambre d'Héliodore et de celle L'Incendie de Borgo, la Salle de Constantin est dédiée à la victoire du christianisme sur le paganisme et à l'affirmation de la primauté de l'Église romaine, avec des références évidentes à la délicate situation contemporaine. 
L'exécution du Baptême de Constantin est généralement attribuée à Penni, avec une intervention de Jules Romain, peut-être sur l'architecture (Hartt). Les dessins préparatoires de Raphaël pour la scène ne sont pas connus.

## Description et style
Le sujet du tableau est le baptême que Constantin a reçu du pape Saint Sylvestre. La scène se déroule dans un bâtiment au plan centré qui rappelle le Baptistère du Latran, ainsi que d'autres projets de Raphaël dans ces années. Le pape, qui a l'apparence de Clément VII, se tient au centre du bâtiment entre ses assistants et verse de l'eau sur la tête de l'empereur qui est agenouillé et à dévêtu. Sur le livre que tient le prêtre, on peut lire « Hodie salus Urbi et Imperio facta est ».
Deux souverains contemporains sont représentés sur les côtés, Charles Quint et François Ier. En dessous se trouvent les inscriptions « Lavacrum Renascentis Vitae C. Val. Constantini » (à gauche) et « Clemens VII Pont. max. à Leo X Coeptum Consumavit MDXXIIII » (à droite).

## Source de traduction
- (it) Cet article est partiellement ou en totalité issu de l’article de Wikipédia en italien intitulé « Battesimo di Costantino » (voir la liste des auteurs).